# Katif (israelische Siedlung)
Katif (hebräisch קטיף) war eine jüdische Siedlung im Gusch Katif („Katif-Block“) im Gazastreifen. Sie war eine landwirtschaftliche Siedlung in der Form eines Moschav. Katif lag etwa einen Kilometer nördlich des palästinensischen Flüchtlingslagers Dir al-Balah.

## Geschichte
Katif wurde 1973 zunächst als paramilitärische Siedlung der Nachal (Noʿar Chalutzi Lochem – Fighting Pioneer Youth) gegründet und ist 1977 an eine zivile Verwaltung übergeben worden. Damit war Katif die erste jüdische Siedlung im Gazastreifen nach dem Sechstagekrieg von 1967. Sie gehörte zu der Regionalverwaltung Chof ʿAzza.
Die Einwohner von Katif waren orthodoxe Juden und gehörten der Organisation Bne Akiwa an.
Die Wirtschaft des Moschaw basierte auf einer Kunststoff-Fabrik, einer Stoff-Fabrik und Landwirtschaft, einschließlich eines Milchviehbetriebs.
Im Jahr 2005 lebten etwa 70 Familien bzw. 330 Menschen in Katif, darunter 220 Kinder. Die religiöse Grundschule und die Oberschule der Siedlung dienten auch den anderen Siedlungen in der Region.
Im Rahmen des Rückzugs Israels aus dem Gazastreifen wurden Katif und die anderen 20 jüdischen Siedlungen im Gazastreifen im August 2005 geräumt. Aus Protest gegen die Räumung durch die israelische Armee hatten die rund 80 Familien den Eingang zu ihrer Siedlung am Räumungstag (21. August) angezündet, indem sie Autoreifen und Müll-Container in Brand steckten.
Nach der Evakuierung der Einwohner wurden die Häuser abgerissen und das Land an die Palästinenser übergeben.

## Demografie
Die Einwohnerzahl von Katif betrug:
| Jahr      | 1999 | 2000 | 2001 | 2002 | 2003 | 2004 |
| --------- | ---- | ---- | ---- | ---- | ---- | ---- |
| Einwohner | 296  | 317  | 329  | 338  | 369  | 394  |